# Caterina Amigoni Castellini
Caterina Amigoni Castellini (fl. XVIII secolo) è stata una pittrice italiana, specializzata nella pittura a pastello e che visse gran parte della sua vita in Spagna.

## Biografia
Figlia del pittore Jacopo Amigoni, nacque probabilmente a Genova e si trasferì a Madrid nel 1747, dove il padre era divenuto pittore di corte e si era risposato con il mezzosoprano Maria Antonia Marchesini, nel 1738.
Nel 1773 lo scrittore britannico Richard Twiss, in visita nella capitale, incontrò la stessa Caterina e una sua sorella (citata semplicemente come "signorina Belluomini"), poiché esse avevano in loro proprietà diverse opere del loro padre defunto. Twiss affermò che entrambe le donne avevano talento sia nella musica vocale sia in quella strumentale, riferendo anche che Caterina fosse estremamente portata per i ritratti con i pastelli. Il riferimento è stato raccolto da Thomas Dodd, che ha erroneamente soprannominato l'artista "Charlotte", dal nome di sua zia Carlotta Amigoni, anche lei artista.
Caterina potrebbe essere stata imparentata per matrimonio con Teresa Castellini, soggetto di un noto ritratto del padre, ma questo non è certo

## Opere (elenco parziale)
- Ritratto del professor Batt, olio su tela, Genova, Museo dell'Accademia Ligustica di Belle Arti